# Parafia św. Mikołaja w Tymowej
Parafia św. Mikołaja w Tymowej – parafia rzymskokatolicka, znajdująca się w diecezji tarnowskiej, w dekanacie Czchów.